# Morgan Uceny
Morgan Uceny (née le 10 mars 1985) est une athlète américaine spécialiste du demi-fond. 

## Carrière
Le 25 juin 2011, Morgan Uceny remporte le 1 500 mètres des Championnats des États-Unis, qualificatifs pour les Championnats du monde de Daegu. Elle s'impose en 4 min 03 s 91, devant Jennifer Simpson et Shannon Rowbury.

### Palmarès

#### International
| Année | Compétition      | Lieu             | Résultat | Épreuve | Performance |
| ----- | ---------------- | ---------------- | -------- | ------- | ----------- |
| 2011  | Ligue de diamant | Ligue de diamant | 1re      | 1 500 m | détails     |

#### National
| Année | Compétition                 | Lieu   | Résultat | Épreuve      | Performance   |
| ----- | --------------------------- | ------ | -------- | ------------ | ------------- |
| 2011  | Championnats des États-Unis | Eugene | 1re      | 1 500 mètres | 4 min 03 s 91 |

### Records
| Épreuve      | Performance   | Lieu      | Date              |
| ------------ | ------------- | --------- | ----------------- |
| 800 mètres   | 1 min 58 s 67 | Nottwil   | 8 août 2010       |
| 1 500 mètres | 4 min 00 s 06 | Bruxelles | 16 septembre 2011 |

| Épreuve      | Performance   | Lieu       | Date            |
| ------------ | ------------- | ---------- | --------------- |
| 800 mètres   | 1 min 59 s 97 | Birmingham | 19 février 2011 |
| 1 500 mètres | 4 min 05 s 35 | Stockholm  | 22 février 2011 |